# Piazza Grande (Arezzo)
Piazza Grande è la piazza centrale di Arezzo, sorta attorno al 1200. È sede della caratteristica Giostra del Saracino, un torneo equestre di origine medievale. Situata nel centro della città medievale, ha una forma trapezoidale inclinata in modo da facilitare il deflusso dell'acqua piovana. Nel corso dei secoli ha assunto nomi diversi, come platea porcorum e platea Communis.

## Storia
I primi utilizzi dello spazio dell'odierna piazza risalgono all'epoca etrusca, ma è nell'Alto Medioevo che questo spazio trova una funzione specifica come luogo adibito al mercato del bestiame, chiamato appunto "platea porcorum".
Nel tredicesimo secolo questo spazio diventa definitivamente piazza e già nel quattordicesimo secolo la "platea Communis" presenta per tre lati l'aspetto attuale. Al centro sorgeva un basamento di pietra con una colonna terminante con una croce, oggi rimossa, chiamata il Petrone, che aveva la funzione di albo di affissione del Comune. In essa erano riportati esempi delle unità di lunghezza ufficiali allora in vigore, il braccio e la canna. Assunse in seguito anche la funzione di gogna per i debitori.
L'acquisto della signoria della città nel 1384 da parte dei fiorentini, ha di fatto arrestato la vita politica, attenuando anche la spinta urbanistica della città. Nella piazza Grande, il Palazzo della Fraternita dei Laici esprime in termini architettonici questo lungo periodo. La costruzione, iniziata nel 1375 e più volte sospesa, si conclude con l'aggiunta dell'orologio astronomico nel 1552. Il risultato è un complesso edificio in cui si riflettono tre epoche e quindi tre architetture diverse (gotica nella parte inferiore, rinascimentale nella parte mediana, cinquecentesca nella parte superiore).
Nel 1560 la piazza cambia in maniera radicale. Cosimo I de' Medici, come dimostrazione di forza della nuova signoria, fa abbattere il palazzo del Popolo, il palazzo del Comune e tutta la città a settentrione della piazza. La nuova sistemazione urbanistica viene progettata da Giorgio Vasari; con la costruzione delle logge il significato della piazza muta nuovamente, assegna alla platea Communis la nuova funzione di centro politico della città.
Nel diciottesimo secolo le facciate trecentesche sono intonacate, le torri scapezzate, gli archi ridotti e sostituiti con aperture rettangolari, volte alla ricerca di ordine e simmetria e l'aspetto della piazza risulta profondamente variato. Nel corso dell'Ottocento viene restaurata la Pieve di Santa Maria Assunta, mentre il restauro dell'intera piazza risale al 1931. Con quest'ultimo grande restauro la piazza torna ad assumere il suo aspetto più primitivo. Viene infatti eliminato l'intonaco dalle facciate, riportando alla luce gli antichi muri in pietra. Vengono inoltre rialzate la torre Lappoli e la torre Cofani e ripristinate molte delle strutture medioevali preesistenti. Viene rifatto il pavimento della piazza e aggiunto un pozzo tuttora presente sul lato basso della piazza.

## Edifici

### Palazzo delle Logge

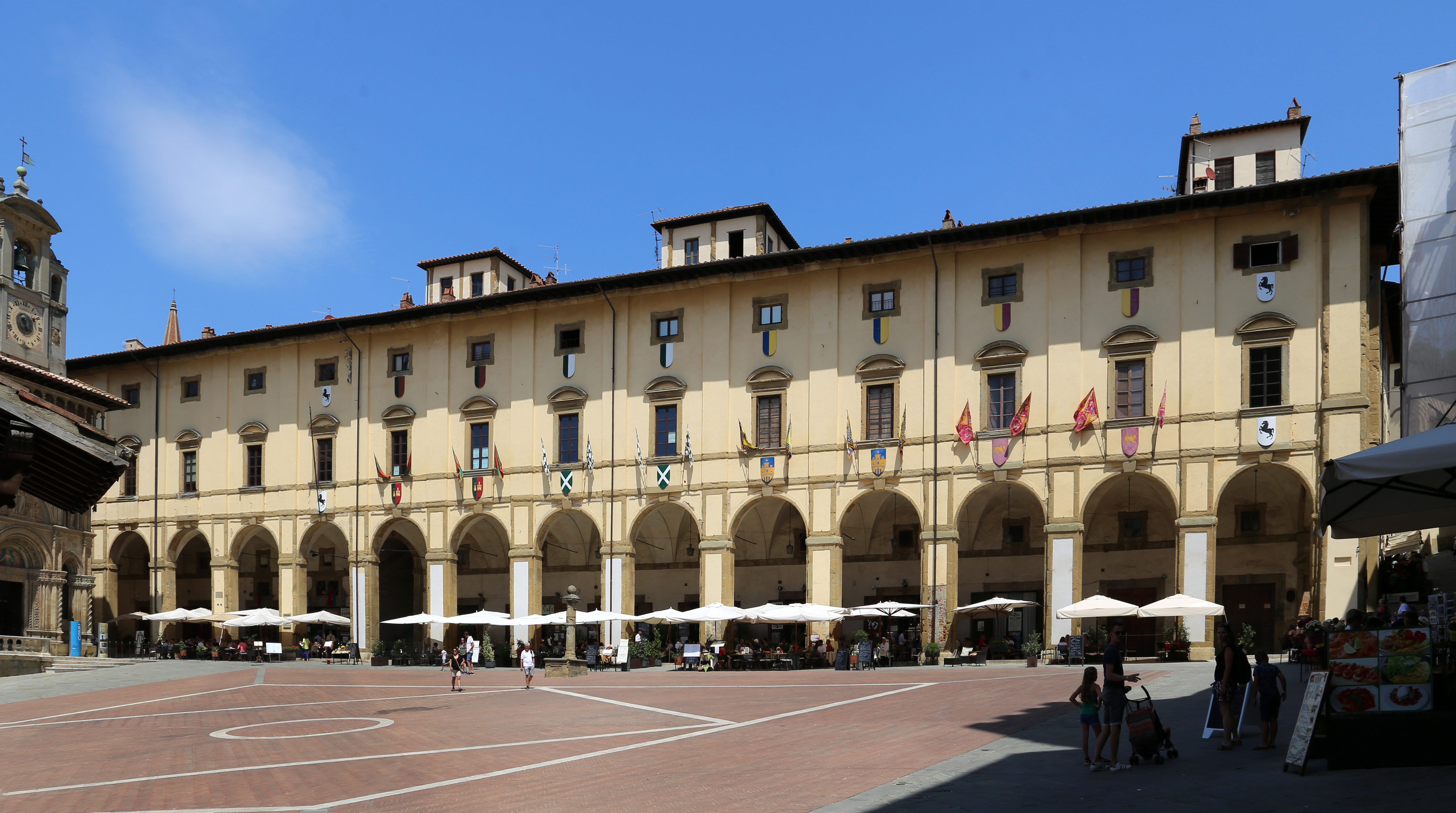
Palazzo delle Logge, Arezzo

Situato sul lato più alto della piazza, viene progettato da Giorgio Vasari nel 1573 su commissione di Cosimo I de' Medici. Il nome stesso segnala la presenza di un loggiato, che ospita attività commerciali. Con la sua impronta rinascimentale rappresenta oggi uno dei luoghi di riferimento e di incontro principali della città. Saranno ultimate nel 1595.

### Pieve di Santa Maria Assunta
Il lato nord-ovest di piazza Grande è completamente occupato dall'abside della Pieve di Santa Maria Assunta. Eretta tra il dodicesimo e il quattordicesimo secolo, rappresenta uno dei più significativi edifici romanici della città.

### Palazzo della Fraternita dei Laici
Costruito dal periodo gotico a quello rinascimentale, Palazzo della Fraternita dei Laici è uno dei principali monumenti di piazza Grande. Elemento di spicco è l'orologio astronomico collocato sulla cima del campanile.

## Monumenti

### Fonte pubblica

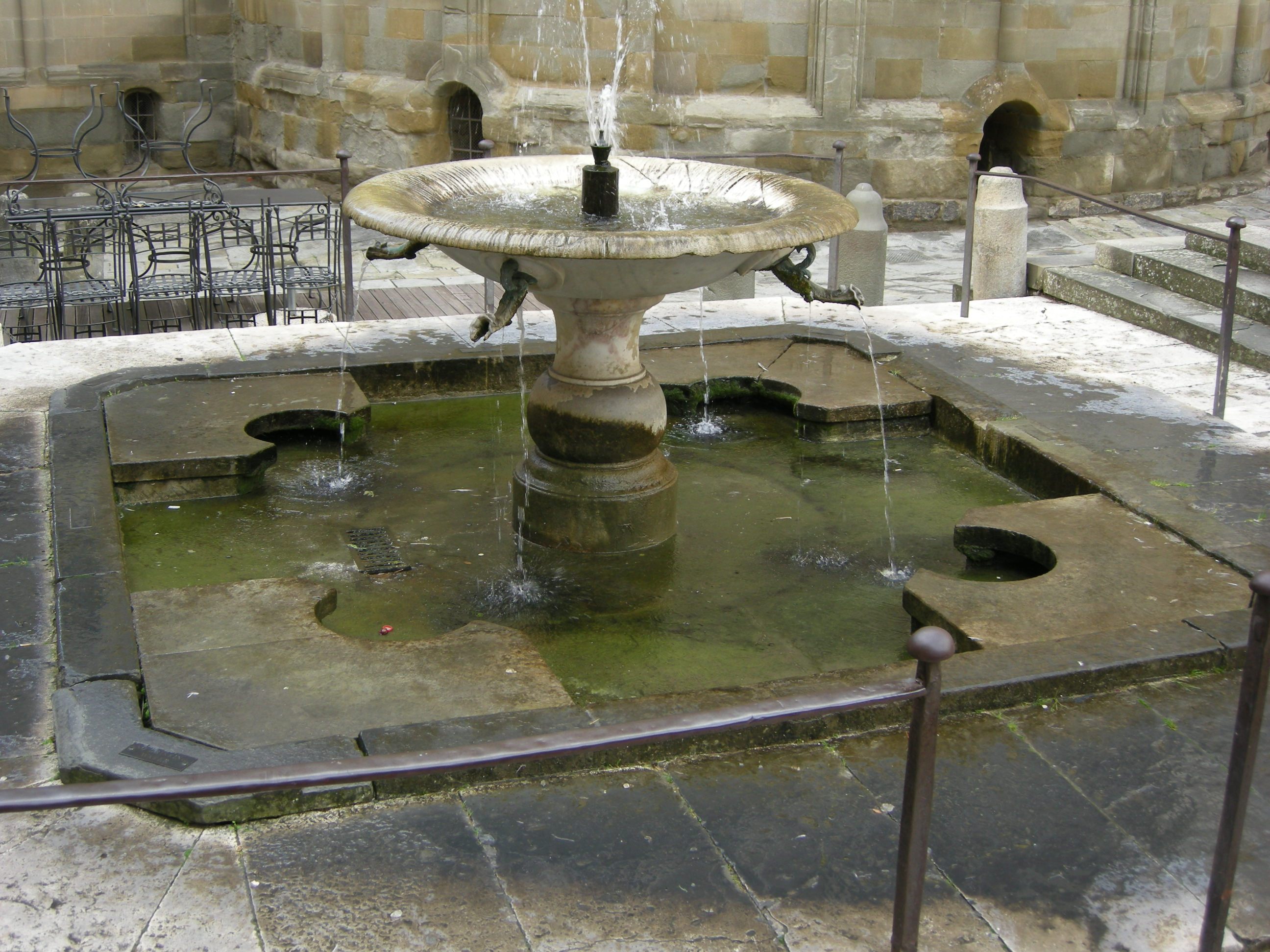
Fonte Pubblica, piazza Grande

La Fonte pubblica di piazza Grande è una fontana di marmo in stile neoclassico, collocata a ovest della piazza, in coincidenza dell'imbocco di via Seteria.
La sua costruzione fu parte del più ampio progetto di realizzazione di un nuovo acquedotto per la città di Arezzo, promosso e finanziato a partire dal 1560 dalla Fraternita dei Laici, importante istituzione di beneficenza cittadina. A motivare il finanziamento dell'opera di beneficenza pubblica furono: il desiderio dei Rettori della Fraternita di condurre un'"opera di Misericordia Corporale, quale dare da bere agli assetati”, infatti solo i palazzi nobiliari godevano di pozzi privati nel centro cittadino, gli altri residenti utilizzavano i pochi pozzi pubblici disponibili; e la necessità di ammodernare il sistema di approvvigionamento idrico, che soprattutto nei periodi estivi non riusciva a garantire una quantità di acqua adeguata ai bisogni della popolazione. 
Nel 1560 il primo progetto per l'acquedotto fu preparato da Giorgio Vasari, ma la sua morte nel 1574 fermò per alcuni anni i lavori, che poi furono autorizzati a riprendere ufficialmente nel 1590. Il progetto, ripreso nel 1593, prevedeva di sfruttare le pendenze collinari sulle quali la città di Arezzo stessa si sviluppò nei secoli e, attraverso un traforo sul Colle della Fortezza e condotte per la maggior parte sotterranee, di convogliare l'acqua dalla falda di Cognaia posta sopra la città fino al canale del Castro posto alla sua base. 
I lavori furono affidati nel 1593 prima all'architetto Rafaello di Zanobi di Pagno, poi all'architetto Gherardo Mechini, si conclusero nel 1603. Nella piazza furono demolite alcune botteghe e la Cappella del Volto Santo per creare lo spazio adeguato alla fontana, la cui inaugurazione avvenne il 18 maggio, lo zampillo d'acqua che arrivò al centro della fonte di marmo fu il segno che l'acquedotto funzionava. 
La forma originale della fontana seicentesca è rimasta visibile soltanto in un dipinto di Cristoforo di Donato Conti conservato presso il Museo della Fraternita dei Laici, poiché la fontana fu sostituita il 15 novembre 1794 con una nuova struttura marmorea realizzata da Lorenzo Gugliantini.
L'aumento delle risorse idriche in città migliorò la vita dei cittadini, che poterono utilizzare la fonte e il pozzo posti nella piazza, e utilizzare il lavatoio pubblico e l'abbeveratoio dei cavalli di via sant'Agostino. Ma agevolò anche lo sviluppo dell'economia cittadina, facilitando le attività svolte nelle botteghe di artigiani e commercianti, e permettendo il funzionamento delle macine dei mulini per il grano che si trovavano in città.
Nel 2016 un Rettore della Fraternita ha così sintetizzato il ruolo svolto dalla fontana e dall'acquedotto Vasariano per la città di Arezzo:
“La fontana è il simbolo dell'attività e dell'anima della Fraternita da oltre 700 anni. Dare l'acqua agli assetati è un'opera di misericordia, che con la fontana di Piazza Grande si compie nella società civile.”
L'ultimo restauro della fontana è stato realizzato fra il 2019 e il 2020.

### Colonna infame o petrone

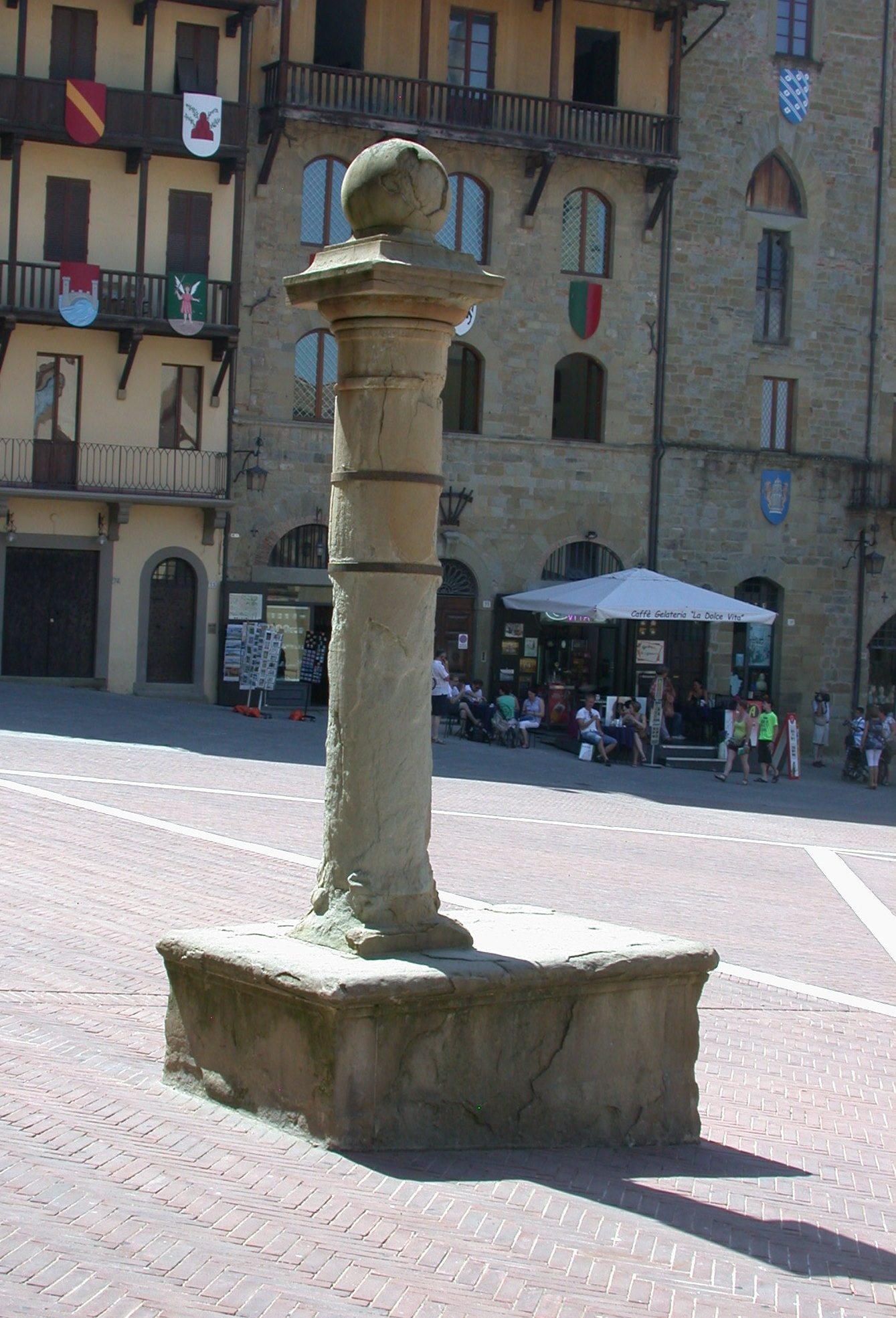
Colonna infame o petrone, piazza Grande

Sul lato nord della piazza è ben visibile la colonna infame o petrone, il soprannome è derivato dalla base di pietra su cui la colonna è posta. Fra Duecento e Trecento piazza Grande, o magna platea come indicato sullo Statuto comunale dell'epoca, era il luogo dove si amministrava la giustizia in città. Sull'angolo a nord si trovava il Palazzo del Tribunale, il cui ingresso è ancora oggi visibile accanto alla scalinata del Palazzo della Fraternita dei Laici, e poco distante sulla piazza era collocata la colonna infame, il luogo dove i nunzi del comune affiggevano le cedole con le citazioni giudiziarie, contenenti gli inviti a comparire a giudizio per gli imputati non residenti in città o che non si erano presentati alle udienze (contumaci). La colonna, posta emblematicamente nella piazza principale della città, costituiva uno degli strumenti utilizzati all'epoca per amministrare le condanne per reati minori in modo esemplare, l'esposizione al pubblico ludibrio dei nomi degli imputati doveva servire come deterrente per altri a commettere quei reati.
La colonna rimase nella sua posizione originaria fino all'inizio 1700, quando fu spostata. Al suo posto nel 1822 fu collocata la statua di Ferdinando III di Lorena, che fu a sua volta trasferita nel 1932 e sostituita con una riproduzione della colonna infame, la stessa visibile oggi. Su foto di archivio degli Anni Trenta si nota sulla sommità della sfera appoggiata sulla colonna una croce di pietra, poi andata distrutta e sostituita da una croce di ferro, anch'essa non più presente.

## Eventi

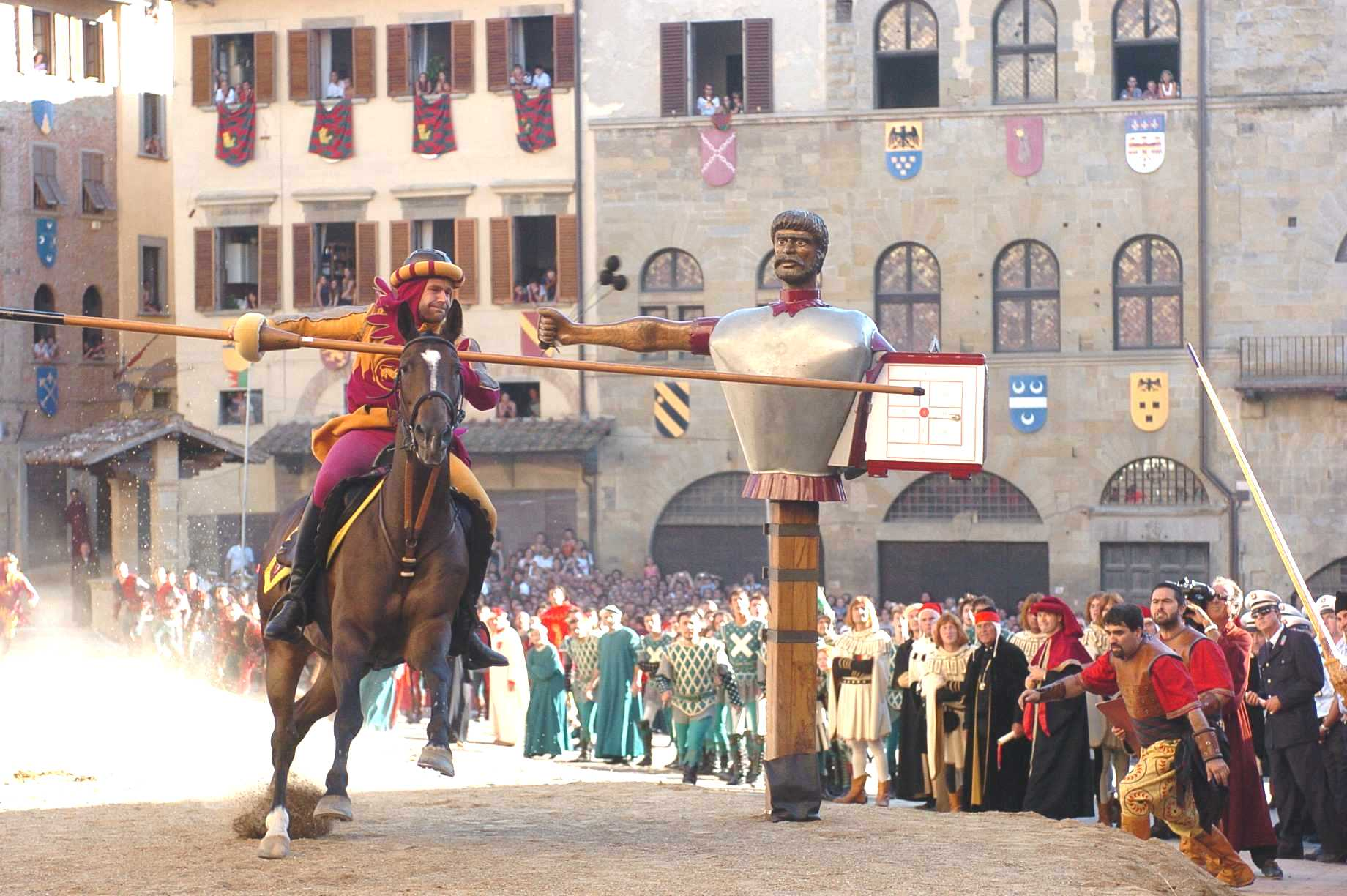
Giostra del Saracino, Arezzo

Piazza Grande non è soltanto il centro geografico della città, ma anche uno dei più importanti simboli di Arezzo. È infatti sede di eventi, fiere e rievocazioni storiche, come la Giostra del Saracino.

### Giostra del Saracino
In occasione della Giostra del Saracino, l'aspetto della piazza cambia completamente. Per l'occasione diventa un luogo "neutro" che ospita i quattro quartieri cittadini, dando ad ogni facciata un tema diverso, con la rappresentazione degli stemmi dei quartieri, delle famiglie nobili, delle istituzioni comunali e del contado medievali. Viene oggi svolta in due edizioni, una a giugno e una a settembre, e consiste in una simulazione di un esercizio di addestramento militare, in cui gli aspiranti cavalieri, due per quartiere, devono colpire un fantoccio dalle sembianze di un saracino (principale nemico dell'occidente cristiano).

### Fiera antiquaria di Arezzo
La Fiera antiquaria di Arezzo si svolge da più di quaranta anni nella zona del borgo medievale della città, tra piazza San Francesco, piazza Grande e le Logge Vasari. Oggi si svolge ogni primo fine settimana di ogni mese. Nata dall'idea dell'antiquario Ivan Bruschi, la fiera ospita centinaia di stand d'antiquariato che espongono mobili, argenteria, ceramiche, stoffe e oggetti di ogni genere.